# Назаров Дмитро Юрійович
Дмитро Юрійович Назаров (нар. 4 липня 1957; Руза; СРСР) — радянський і російський актор театру і кіно. Народний артист Росії (2000).

## Біографія
Дмитро Назаров народився 4 липня 1957 року в подмосковному місті Руза. У юності працював кондитером на хлібозаводі. 1980 року закінчив Вище театральне училище ім. Щепкіна (курс Віктора Коршунова).
З 1980 до 1995 працював у Малому театрі, потім у театрі «Сфера» і театрі Російської Армії, а з 2002 року — в МХТ імені Чехова.
У травні 1993 року був удостоєний почесного звання Заслужений артист Росії.
Лауреат премії «Кришталева Турандот» за найкращу чоловічу роль у театральному сезоні 1997/1998 рр. — Сатин у виставі ЦАТРА «На дні». Лауреат премії «Чайка» за найкращу чоловічу роль сезону «Маска Zorro» (2005, спектакль «Ліс»).
Вів до 19 квітня 2008 р. передачу «Кулінарний поєдинок» на каналі НТВ. Ведучий на телеканалі ТВЦ передачі «Фабрика думки».
У містичному серіалі «Виклик» зіграв начальника групи Хромова, який розслідує загадкові злочини.
У березні 2000 був удостоєний почесного звання Народний артист Росії.
У 2012-2014 роках зіграв головну роль шеф-кухара Віктора Баринова в оригінальному російському комедійному телевізійному серіалі «Кухня».
У декількох серіях показує своє активне вболівання за футбольний клуб «Спартак», фанатом якого є майже 40 років.
Під час озвучення мультсеріалу «Качині історії» (ДТРК «Останкіно» 1992 рік — 26 серій і студія «Піфагор», РТР 1994 рік — 13 серій) потоваришував із акторами Олександром Клюквин і Володимиром Радченком.
2013 року став ведучим на каналі «П'ятниця» в шоу «Голодні ігри».
2014-го став ведучим на каналі СТС у шоу «Рецепт на мільйон».
Виступив проти російського вторгнення в Україну. 13 січня 2023 року звільнений з театру разом зі своєю дружиною Ольгою Васильєвою за антивоєнну позицію художнім керівником-директором МХТ ім. Чехова Костянтином Хабенським.
Заперечив
«геноцид російськомовних» на Донбасі
У березні 2023 року заявив, що проти підтримки української армії, бо «люди не повинні вбивати одне одного».
5 квітня 2023 року актор був оштрафований на 50000 рублів по частини 1 статті 20.3.3 КпАП (суспільні дії, спрямовані на дискредитацію використання Збройних сил Росії). Приводом для справи став ролик із піснею «Хотят ли русские войны», опублікований на YouTube-каналі актора.

## Сім'я
- Перша дружина — Наталія Назарова.
  - Дочка Ніна Назарова.
    - Онучка Марія Кротова (1998 р.н.)[11]

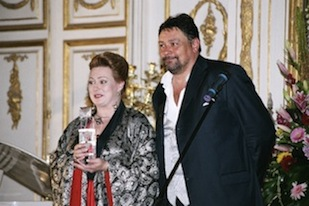
Аронова та Назаров

- Аронова та НазаровДруга дружина — Наталія Петрівна Красноярська (1948—2019), режисерка Великого театру Падчерка — Марія Порошина, акторка, дочка Наталії від шлюбу з артистом хореографічного ансамблю «Берізка» Михайлом Порошиним.
- Третя дружина — Ольга Васильєва, актриса
  - Син Арсеній Назаров (28 квітня 1991 р.н.)[12]
  - Дочка Аріна Назарова (1999 р.н.), 2017 року вступила на акторський факультет Російського інституту театрального мистецтва — ГІТІС, майстерня Міндаугаса Карбаускіса. У 2021 році прийнята в трупу Театру Маяковського[13]

## Творчість

### Ролі в театрі

#### Малий театр
- «Не всі коту масниця» А. М. Островського —  Ахов
- «Гаряче серце» А. М. Островського —  Вася Спритний
- «Кам'яна квітка» П. Бажова —  Данила-мастер
- «Берег» Ю. Бондарева —  Меженіна
- «Лісовик» А. П. Чехова —  Федір Іванович
- «Розумні речі» С. Я. Маршака —  Музикант

#### «Сфера»
- «Прощай, Гульсари!» Ч. Айтматова —  Гульсарі
- «Чайка» А. П. Чехова —  Треплёв
- «До третіх півнів» В. І. Шукшина —  Іван-дурень
- «Зелена пташка» К. Гоцці —  Тарталья

#### Театр Російської Армії
- «На дні» М.Горького —  Сатин
- «Отелло» В. Шекспіра —  Отелло
- «Багато шуму з нічого» В. Шекспіра —  Бенедикт
- «Серце не камінь» . М. Островського —  Ераст

#### «Табакерка»
- «Дядя Ваня» А. П. Чехова —  Астров

#### Московський художній театр ім. А. П. Чехова
- «Сяючий місто» К.Макферсона —  Джон
- «Ліс» А. М. Островського —  Нещасливців
- «Міщани» М.Горького —  Тетерів
- «Амадей» П.Шеффера —  Йосип II, імператор Австрійський
- «Танець Альбатроса» Ж. Сіблейраса —  Тьєррі
- «Дворянське гніздо» І.Тургенєва —  Лем
- «Майстер і Маргарита» М. А. Булгакова. Режисер і автор сценічної версії роману Янош Сас —  Воланд

### Ролі в кіно
- 1992 — Дрібниці життя —  Олександр Сергійович Вакаров, поет, колишній однокласник Оленки Ползунова (одружився з Регіною)
- 1998 — На ножах —  Світозар Владеновіч Водоп'янов, поміщик, «чорний пан»
- 2001 — З новим щастям! 2. Поцілунок на морозі —  бізнесмен, клієнт Лори і пристрасний шанувальник Каті
- 2001 — Громадянин начальник —  Аркадій Халандовскій, директор магазину і друг Пафнутьева
- 2002 — Башмачник —  Дятел
- 2002 — Закон —  суддя Іван Скляр
- 2003 — Час-гроші —  Віктор Долгополов
- 2003 — Ангел на дорогах —  Геннадій
- 2003 — Вокзал —  начальник вокзалу Віктор Ларін
- 2003 — Марш Турецького. Нове призначення. Серія «Кривавий відпустку» —  мер Олександр Юрійович
- 2004 — Виклик —  майор Олексій Хромов
- 2004 — Темна ніч —  режисер Суздальцев
- 2004 — Червона капела —  Гроссфогель, Лео
- 2004 — Штрафбат —  отець Михайло
- 2005 — Повний вперед! —  Андрій Ляхов
- 2006 — День грошей —  Достоєвський
- 2006 — Біс у ребро, або Чудова четвірка —  Павло
- 2006 — Золоте теля —  Адам Козлевич
- 2006 — Виклик-2 —  майор Олексій Хромов
- 2007 — Уроки зваблювання —  Артем
- 2008 — Виклик-3 —  підполковник Олексій Хромов
- 2009 — Виклик-4 —  підполковник Олексій Хромов
- 2009 — Концерт —  Олександр Абрамович Гроссман
- 2011 — Ларго Вінч: Змова в Бірмі —  Вірджіл назачен
- 2011 — Єльцин. Три дні в серпні —  Борис Єльцин, президент РФ
- 2011 — Братани-3 —  «Тато», кримінальний авторитет
- 2012 —  2014 — Кухня —  Віктор Петрович Баринов, шеф-кухар
- 2012 — Колір черемхи —  Савелій
- 2012 — Шпигун —  батько Наді
- 2013 — Мебіус —  Інзірілло
- 2013 — Поки станиця спить — Григорій Сотник
- 2014 — Ладога, дорога життя — Куляс,  майор ,  командир частини
- 2014 — Кухня в Парижі — Віктор Петрович Баринов, шеф-кухар
- 2015 — SOS, Дід Мороз, або Все збудеться! — Іван Васильович
- 2015 — І я там був
- 2017 — Кухня. Остання битва — Віктор Петрович Баринов, шеф-кухар
- 2018 — Тобол — Семен Ульянович Ремезов, літописець, картограф, історик і архітектор Тобольська
- 2018 — Вірити і мріяти
- 2018 — На чужині — поміщик Камишев
- 2019 — Воротар Галактики — начальник поліції
- 2019 — Дика ліга — Балашов
- 2019 — 2020— Кухня. Війна за готель — Віктор Петрович Баринов, шеф-кухар

### Телеспектакль
- 2001 — Російський водевіль. Бідова бабуся — чоловік
- 2012 — Абонент тимчасово недоступний — продюсер Сергій Соколовський

### Озвучування і дубляж
- 1997 — Вулиця Сезам —  Сова Крикун ( en: Hoots the Owl)
- 2001 — Доктор Дуліттл 2 —  Сонні
- 2003 — Шибайголова — Вілсон Фіск / Кінгпін (Майкл Кларк Дункан)

#### Мультфільми і мультсеріали
- 1991 — Чіп і Дейл поспішають на допомогу —  гангстер, режисер телестудії («Дивовижна собака Флеш»); ведмідь, який рятував малюка («Тримайся, малюк»)
- 1991 —  1992 —  1994 — Качині історії —  Адмірал грим, Банкір Гавс, Меддог, Бик Уівелл, Громила Ден, Тор, Робін Лерче, другорядні персонажі
- 1995 —  1996 — Божевільний —  Щасливчик Пікель  (1-45 серії)
- 1999 — Робін Гуд —  Крихітка Джон
- 2006 — Князь Володимир —  Добриня
- 2007 — Рататуй —  Огюст Гюсто
- 2007,  2008 — Проект «Мульти-Росія» —  Ведмідь-краєзнавець  (читає текст)
- 2007 — Книга Джунглів —  Балу
- 2008 — Гора самоцвітів —  вступна заставка перед казкою «Гордий миш»
- 2009 — Нові пригоди Бабки Йожки
- 2010 —  2014 — Фіксики —  Дедус
- 2012 — Аліса знає, що робити! — Громозека
- 2013 — Сімейка Крудсів —  Груг
- 2013 — Реальна білка — Єнот

#### Комп'ютерні ігри
- Прокляті землі — Бабур-Скряга
- Rune — Ярл (батько протагоніста Рагнара)
- Gothic —  Снафф, Скатт, Ур-Шак, Харлок, другорядні персонажі
- Warcraft III: Reign of Chaos — бугай, герой Майстер Клинка, Гром Задира
- World of Warcraft — NPC Дрени Noble, Магни Бронзобород, Бранн Бронзобород (до патча 3.1.0), Торім, Сьоннір Ливарник, Майстер рун Молгейм, Ехо Бейна, Рагнарос
- Syberia — Сергій Бородін (директор заводу в Комсомольську), ректор Баррокштадского університету, Борис Шаров (колишній космонавт-випробувач)
- Гаррі Поттер і Таємна Кімната — Рубеус Гегрід
- Гаррі Поттер і в'язень Азкабану — Рубеус Гегрід
- Delta Force Операція: Картель — Командирський голос
- Delta Force Операція: Чорний яструб — Командирський голос
- Бліцкриг — Голос артилеристів
- Гаррі Поттер і Орден Фенікса — Рубеус Гегрід
- Гаррі Поттер і Напівкровний Принц — Рубеус Гегрід
- Arx Fatalis — Крижаний дракон
- Ice Age: Dawn of the Dinosaurs — мамонт Менні
- Ніхто не живе вічно 2: С.Т.Р.А.Х. повертається — Магнус Армстронг, генерал Хокінс
- Гаррі Поттер і смертельні реліквії: Частина 2 — Рубеус Гегрід

#### Аудіокниги
- Пригоди бравого солдата Швейка — Швейк
- «Тарас Бульба» — Тарас Бульба

## Нагороди та премії
- 1993 — Заслужений артист Росії — за заслуги в галузі театрального мистецтва.[4]
- 1998 — Лауреат премії «Кришталева Турандот» за найкращу чоловічу роль у театральному сезоні 1997/1998 рр.
- 2000 — Народний артист Росії — за великі заслуги в розвитку театрального мистецтва [3].
- 2005 — Лауреат премії «Чайка» за найкращу чоловічу роль сезону «Маска Zorro»
- 2008 — нагороджений відзнакою Орден Дружби — за заслуги в розвитку вітчизняної культури і мистецтва, багаторічну плідну діяльність[14]
- 2017 — Лауреат премії «Ікар» у номінації «Актор».